# Do You Know? (The Ping Pong Song)
"Do You Know? (The Ping Pong Song)" is een nummer van zanger Enrique Iglesias, het eerste van zijn album Insomniac. Het laatste deel van de titel van het nummer is te danken aan een sample van een stuiterende pingpongbal, die gebruikt wordt als ritme voor het nummer. Iglesias zelf wil graag dat mensen het nummer slechts Do You Know noemen. Het gedeelte (The Ping Pong Song) werd toegevoegd door het platenlabel, om de verkoopcijfers te verbeteren.

## Ontvangst
Enrique Iglesias zong het nummer voor het eerst op 10 april 2007, tijdens een radioshow op KIIS-FM, gepresenteerd door Ryan Seacrest. Een week later stond het nummer al op 102 (net onder de officiële lijst dus) in de Billboard Hot 100. Later kwam het nummer binnen op #33.

## Track lijst
1. Do You Know?
2. Do You Know? (DJ Dan Remix)

## Hitnotering
| Do You Know? (The Ping Pong Song) in de Nederlandse Top 40 - binnen 9 juni 2007 | Do You Know? (The Ping Pong Song) in de Nederlandse Top 40 - binnen 9 juni 2007 | Do You Know? (The Ping Pong Song) in de Nederlandse Top 40 - binnen 9 juni 2007 | Do You Know? (The Ping Pong Song) in de Nederlandse Top 40 - binnen 9 juni 2007 | Do You Know? (The Ping Pong Song) in de Nederlandse Top 40 - binnen 9 juni 2007 | Do You Know? (The Ping Pong Song) in de Nederlandse Top 40 - binnen 9 juni 2007 | Do You Know? (The Ping Pong Song) in de Nederlandse Top 40 - binnen 9 juni 2007 | Do You Know? (The Ping Pong Song) in de Nederlandse Top 40 - binnen 9 juni 2007 | Do You Know? (The Ping Pong Song) in de Nederlandse Top 40 - binnen 9 juni 2007 | Do You Know? (The Ping Pong Song) in de Nederlandse Top 40 - binnen 9 juni 2007 | Do You Know? (The Ping Pong Song) in de Nederlandse Top 40 - binnen 9 juni 2007 | Do You Know? (The Ping Pong Song) in de Nederlandse Top 40 - binnen 9 juni 2007 | Do You Know? (The Ping Pong Song) in de Nederlandse Top 40 - binnen 9 juni 2007 | Do You Know? (The Ping Pong Song) in de Nederlandse Top 40 - binnen 9 juni 2007 | Do You Know? (The Ping Pong Song) in de Nederlandse Top 40 - binnen 9 juni 2007 | Do You Know? (The Ping Pong Song) in de Nederlandse Top 40 - binnen 9 juni 2007 | Do You Know? (The Ping Pong Song) in de Nederlandse Top 40 - binnen 9 juni 2007 | Do You Know? (The Ping Pong Song) in de Nederlandse Top 40 - binnen 9 juni 2007 | Do You Know? (The Ping Pong Song) in de Nederlandse Top 40 - binnen 9 juni 2007 | Do You Know? (The Ping Pong Song) in de Nederlandse Top 40 - binnen 9 juni 2007 |
| Week                                                                            | 1                                                                               | 2                                                                               | 3                                                                               | 4                                                                               | 5                                                                               | 6                                                                               | 7                                                                               | 8                                                                               | 9                                                                               | 10                                                                              | 11                                                                              | 12                                                                              | 13                                                                              | 14                                                                              | 15                                                                              | 16                                                                              | 17                                                                              | 18                                                                              | 19                                                                              |
| ------------------------------------------------------------------------------- | ------------------------------------------------------------------------------- | ------------------------------------------------------------------------------- | ------------------------------------------------------------------------------- | ------------------------------------------------------------------------------- | ------------------------------------------------------------------------------- | ------------------------------------------------------------------------------- | ------------------------------------------------------------------------------- | ------------------------------------------------------------------------------- | ------------------------------------------------------------------------------- | ------------------------------------------------------------------------------- | ------------------------------------------------------------------------------- | ------------------------------------------------------------------------------- | ------------------------------------------------------------------------------- | ------------------------------------------------------------------------------- | ------------------------------------------------------------------------------- | ------------------------------------------------------------------------------- | ------------------------------------------------------------------------------- | ------------------------------------------------------------------------------- | ------------------------------------------------------------------------------- |
| Nummer                                                                          | 15                                                                              | 9                                                                               | 4                                                                               | 3                                                                               | 3                                                                               | 2                                                                               | 2                                                                               | 2                                                                               | 2                                                                               | 3                                                                               | 4                                                                               | 4                                                                               | 6                                                                               | 9                                                                               | 16                                                                              | 20                                                                              | 34                                                                              | 39                                                                              | uit                                                                             |

## Trivia
- Enrique Iglesias maakte ook een Spaanse versie van het nummer, getiteld Dímelo, wat betekent Zeg het me.
- Tijdens de finale van de Nederlandse versie van Dancing with the Stars trad Iglesias op met dit nummer.